# Ljudinstallation
Ljudinstallation är en kombination av ljud- och bildkonst till exempel en sammansättning av elektroniska komponenter och högtalarsystem som frambringar ljud i en skulptural utformning i olika material.

## Se även

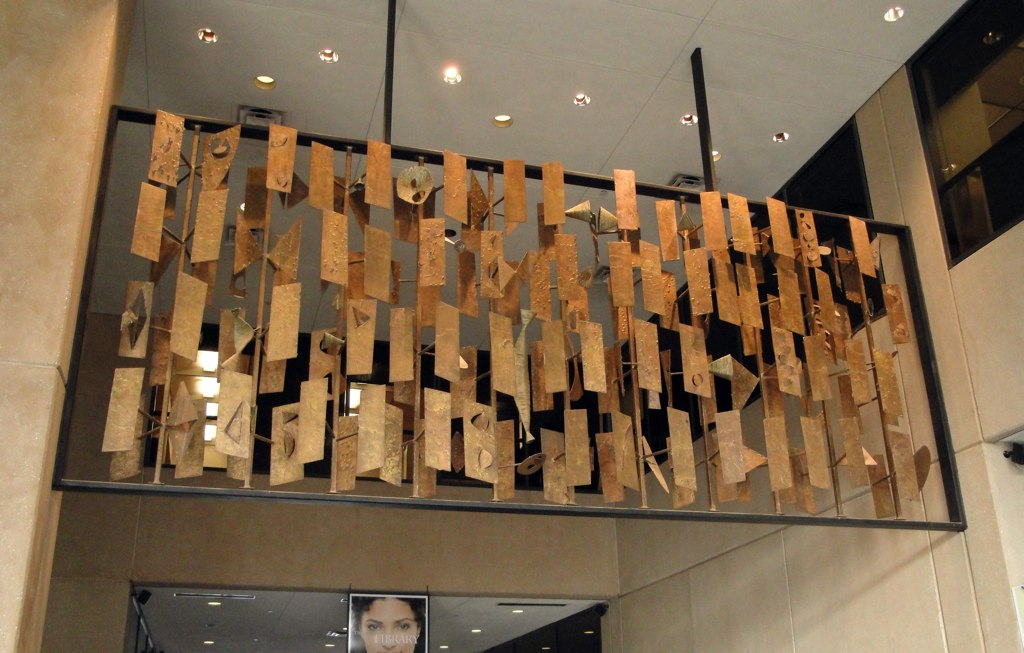
Harry Bertoia, Textured Pantalla, 1954
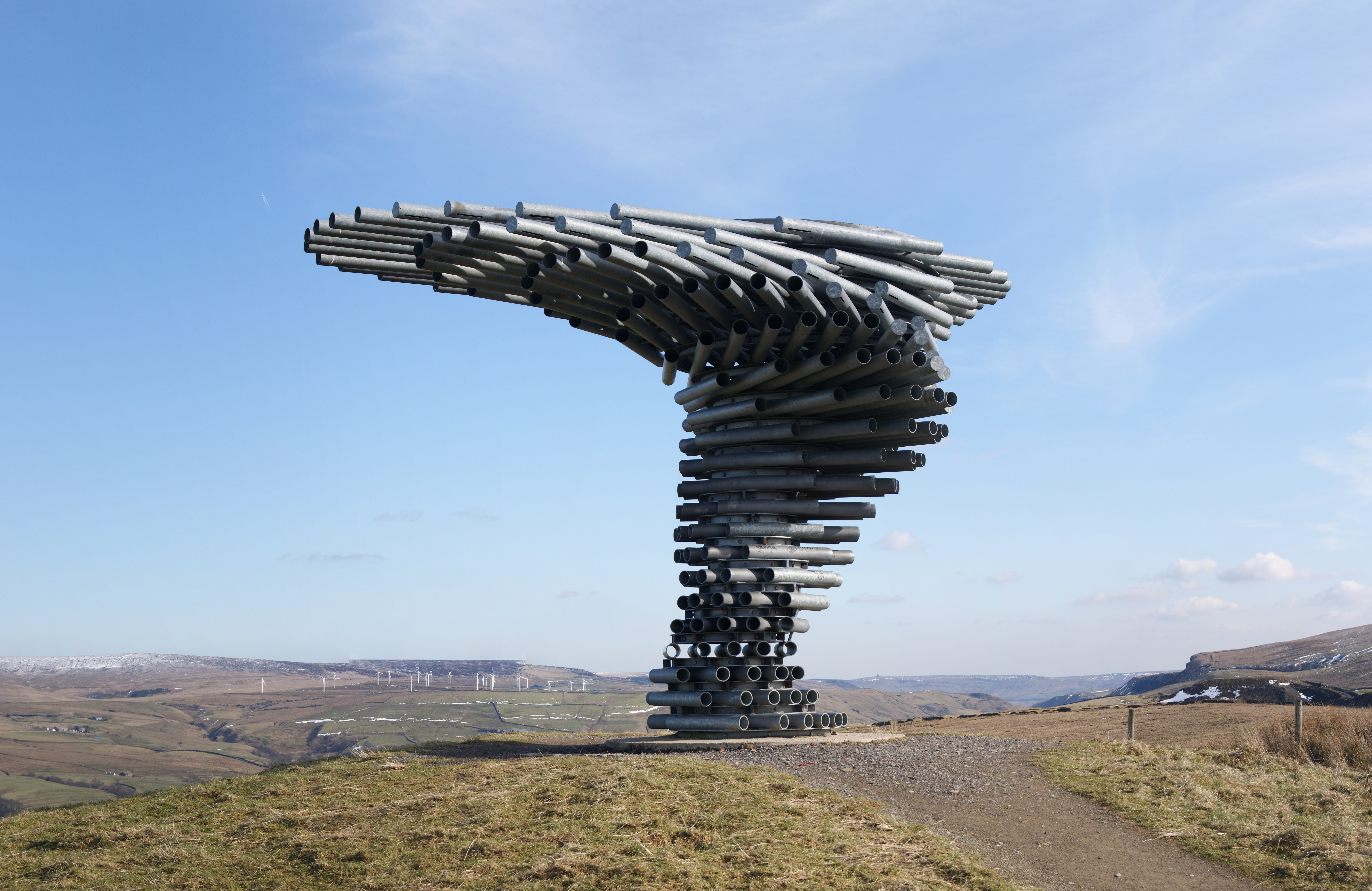
Panopticon: Singing Ringing Tree
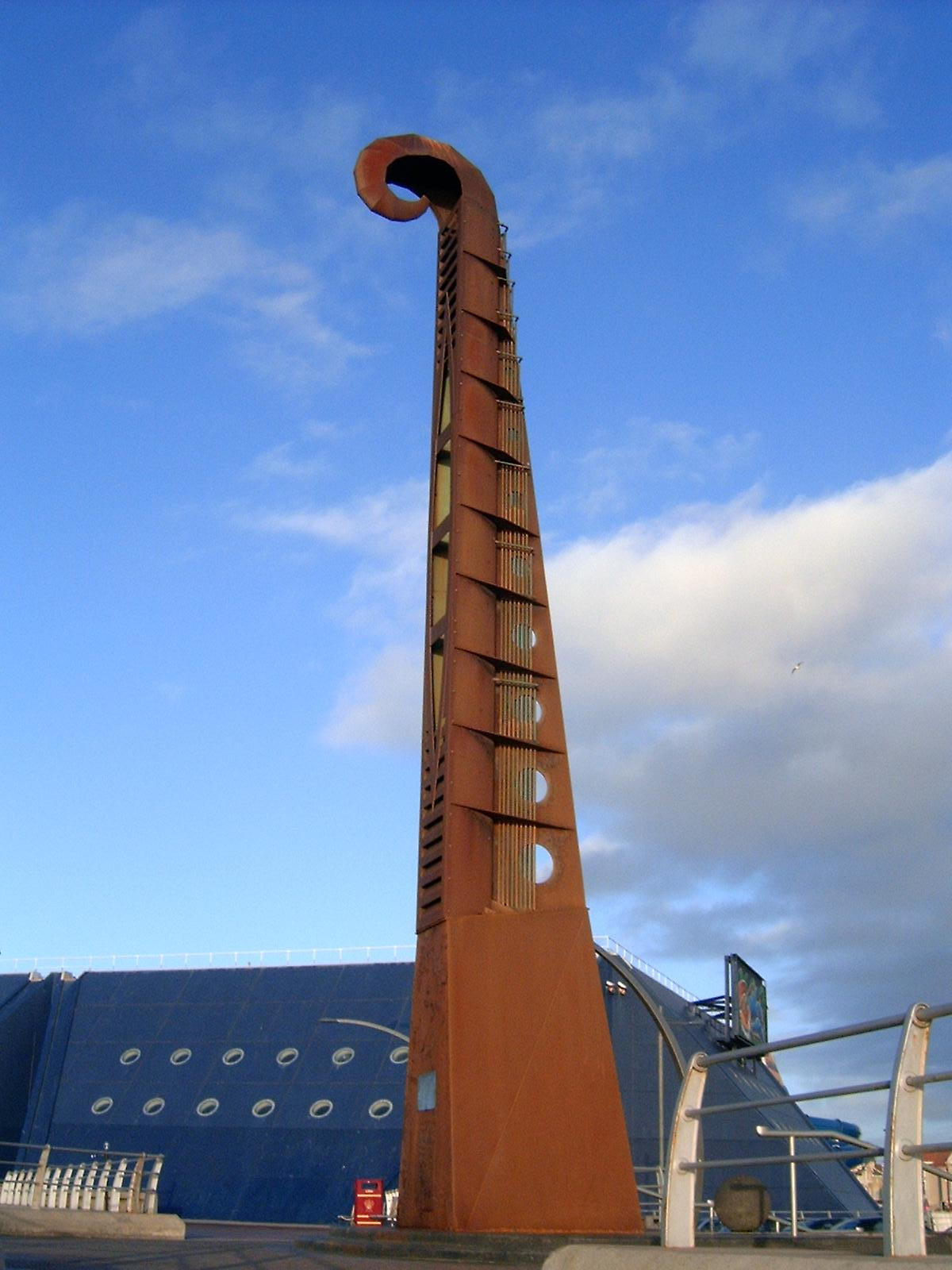
El Blackpool Tree
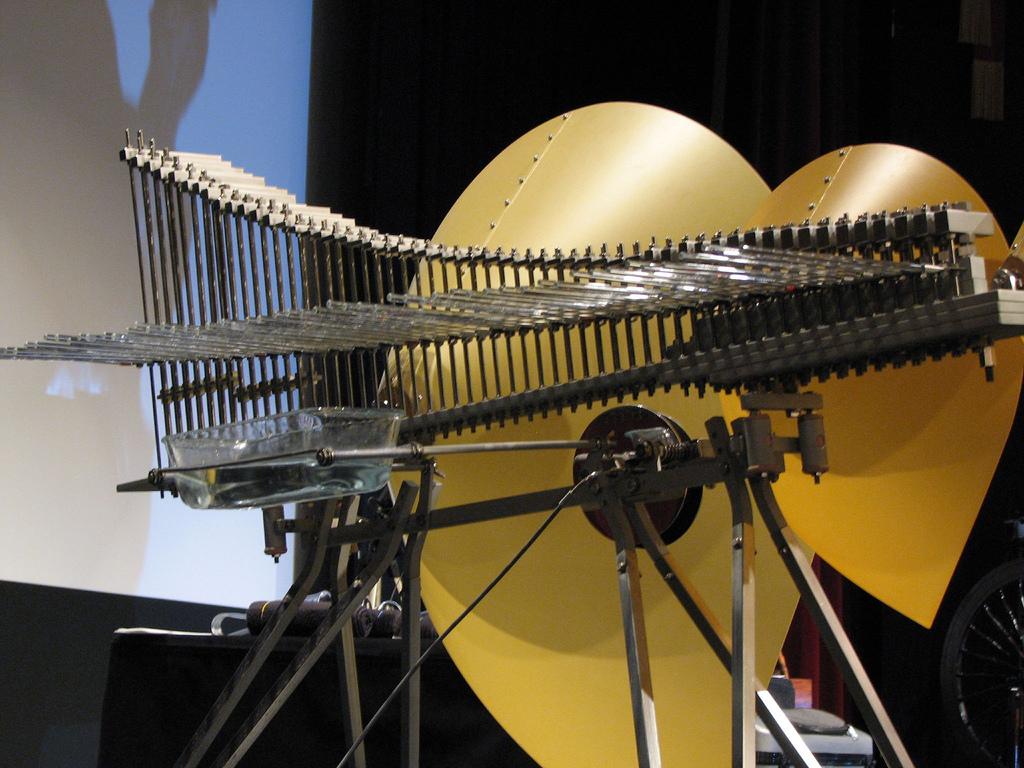
Cristal Baschet
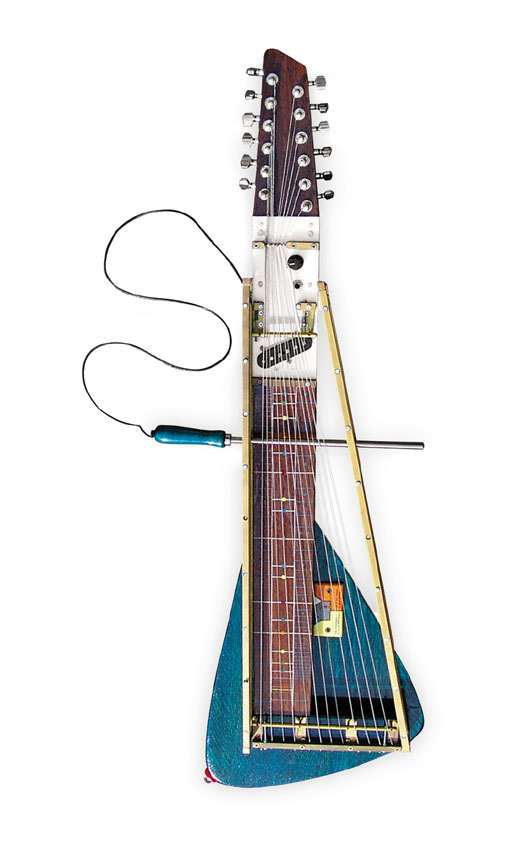
Yuri Landman, Moodswinger, 2006
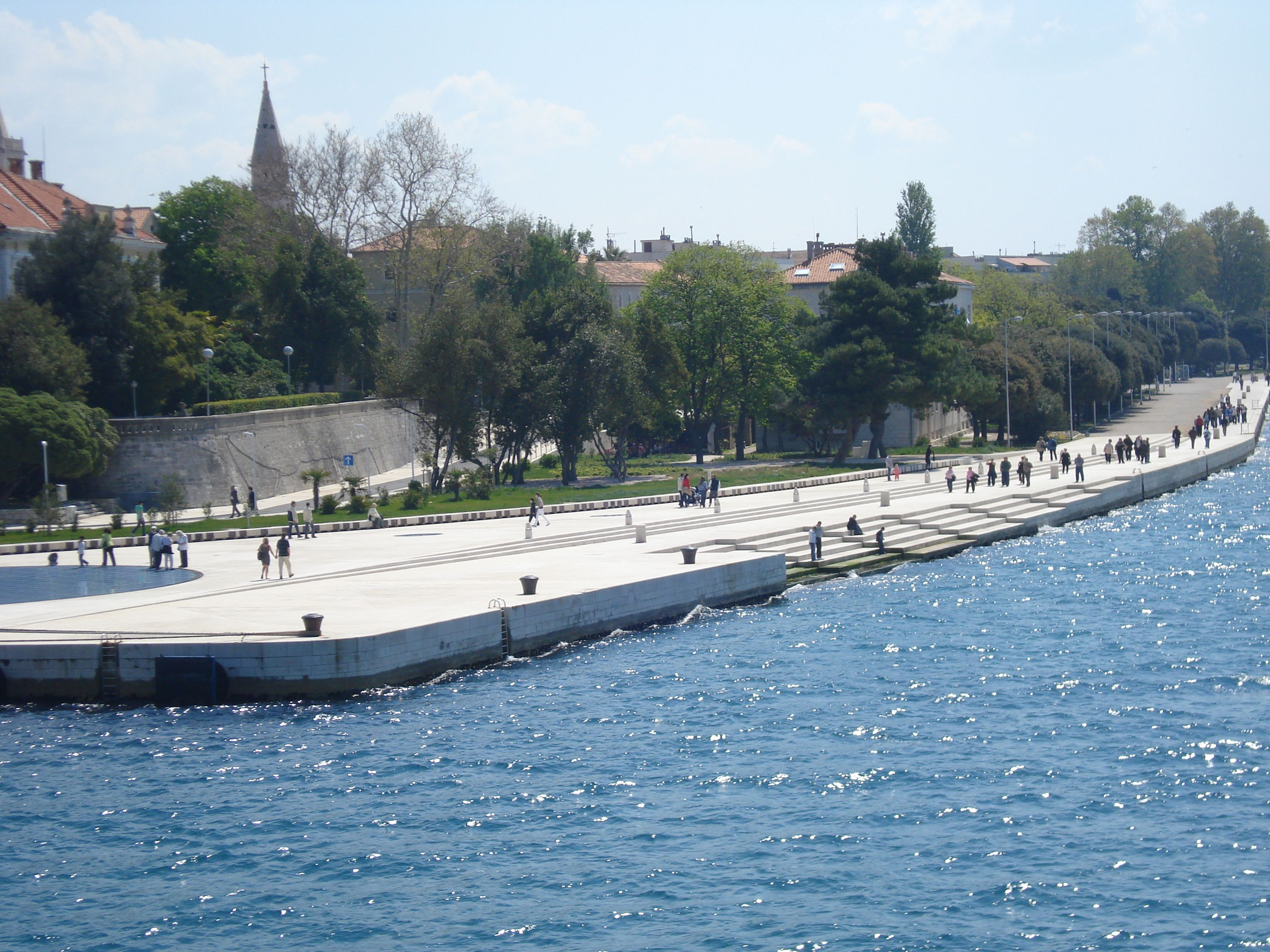
Sea organ, Zadar